# Саракина (Костурско)
Саракина (на гръцки: Σαρακίνα) е бивше село в Егейска Македония, Гърция, на територията на дем Костур, област Западна Македония.

## География
Селото е било разположено в землището на село Горенци.

## История
Селото се смята, че е изоставено в размирното време в началото на втората половина на XVIII век при конфликта на Али паша Янински и други албански феодали с централната власт. Жителите на селото заедно с Цакони и Лънтово се изселват в Горенци, което нарекли така като спомен от техните изгорени села.